# Берлін (містечко, округ Грін-Лейк, Вісконсин)
Берлін (англ. Berlin) — місто (англ. town) в США, в окрузі Ґрін-Лейк штату Вісконсин. Населення — 1068 осіб (2020).

## Демографія
Згідно з переписом 2010 року, у місті мешкало 1140 осіб у 447 домогосподарствах у складі 359 родин. Було 487 помешкань
Расовий склад населення:
| - 98,1 % — білих - 0,3 % — азіатів - 0,2 % — чорних або афроамериканців - 1,1 % — осіб інших рас |

До двох чи більше рас належало 0,4 %. Частка іспаномовних становила 3,2 % від усіх жителів.
За віковим діапазоном населення розподілялося таким чином: 21,9 % — особи молодші 18 років, 60,1 % — особи у віці 18—64 років, 18,0 % — особи у віці 65 років та старші. Медіана віку мешканця становила 47,1 року. На 100 осіб жіночої статі у місті припадало 103,2 чоловіків;  на 100 жінок у віці від 18 років та старших — 103,7 чоловіків також старших 18 років.
Середній дохід на одне домашнє господарство  становив 78 806 доларів США (медіана — 70 673), а середній дохід на одну сім'ю — 85 648 доларів (медіана — 76 719). Медіана доходів становила 51 694 долари для чоловіків та 41 719 доларів для жінок. За межею бідності перебувало 7,1 % осіб, у тому числі 11,9 % дітей у віці до 18 років та 5,4 % осіб у віці 65 років та старших.
Цивільне працевлаштоване населення становило 527 осіб. Основні галузі зайнятості: освіта, охорона здоров'я та соціальна допомога — 29,6 %, виробництво — 24,1 %, роздрібна торгівля — 9,1 %, сільське господарство, лісництво, риболовля — 6,6 %.